# Немея

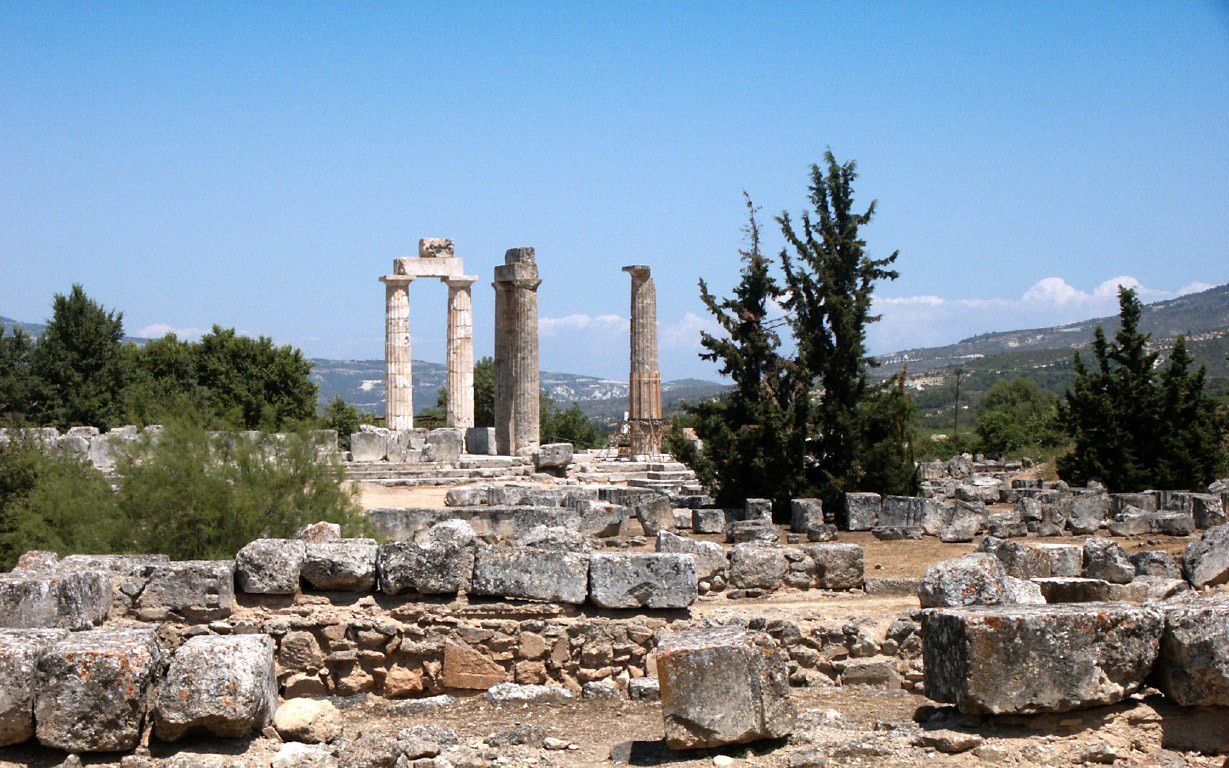
Руїни святилища Зевса у Немеї

37°48′32″ пн. ш. 22°42′37″ сх. д. / 37.808962° пн. ш. 22.710279° сх. д.
Немея (дав.-гр. Νεμέα) — назва місцевості, розташованої на північному сході Пелопоннеса (Греція), в долині річки Елісс, між стародавніми Клеонами і Фліунтом. За переказами, у давнину була самостійною державою на чолі з царем (міфи згадують одного з них — Лікурга). Відоме насамперед як місце першого подвигу, здійсненого Гераклом, він вбив у Немеї страхітливого лева. Шкіра звіра стала одним з атрибутів героя. Пізніше перехожим навіть показували левину печеру. Розповідали також, що саме у Немеї Аргос вартував Іо.
В історичні часи Немея належала сусіднім Клеонам, і була місцем проведення Немейських ігор. Навколо святилища Зевса виросло навіть невеличке однойменне поселення — теперішнє село Іракліон або ж Давня Немея. Сучасне місто Немея розташоване на захід від античних руїн.